# Funa Tonaki

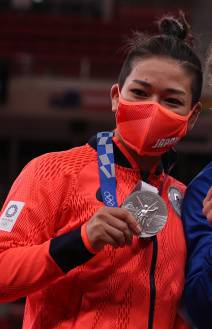
Funa Tonaki, 2021

Funa Tonaki (jap. 渡名喜風南 Tonaki Funa; * 1. August 1995 in Sagamihara) ist eine japanische Judoka. Sie war 2017 Weltmeisterin sowie 2018 und 2019 Weltmeisterschaftszweite. 2021 gewann sie die olympische Silbermedaille.

## Sportliche Karriere
Funa Tonaki kämpft im Superleichtgewicht, der Gewichtsklasse bis 48 Kilogramm. 2013 war sie Juniorenasienmeisterin. 2015 gewann sie eine Bronzemedaille bei der Universiade in Gwangju. Im Oktober 2015 siegte Tonaki bei den U21-Weltmeisterschaften. 2016 gewann sie eine Bronzemedaille bei den Asienmeisterschaften, nachdem sie im Halbfinale gegen die Kasachin Galbadrachyn Otgontsetseg verloren hatte. Im Sommer 2016 gewann sie in Tjumen ihr erstes Grand-Slam-Turnier. 2017 belegte sie bei den Asienmeisterschaften den fünften Platz, nachdem sie im Halbfinale wieder gegen Galbadrachyn Otgontsetseg verloren hatte. Im August 2017 bei den Weltmeisterschaften in Budapest gewann sie im Halbfinale gegen die Kasachin. Im Finale traf sie auf die Mongolin Mönchbatyn Urantsetseg, Tonaki siegte und war Weltmeisterin. Ein Jahr später bei den Weltmeisterschaften 2018 in Baku traf sie im Halbfinale auf Mönchbatyn Urantsetseg und gewann, im Finale unterlag sie der siebzehnjährigen Ukrainerin Darja Bilodid. Ende 2018 siegte Tonaki beim Grand-Slam-Turnier in Osaka, Anfang 2019 beim Grand-Slam-Turnier in Düsseldorf. Bei den Weltmeisterschaften 2019 in Tokio bezwang sie im Halbfinale Distria Krasniqi aus dem Kosovo, im Finale unterlag sie erneut Darja Bilodid.
Nach der Wettkampfpause wegen der COVID-19-Pandemie gewann Tonaki 2021 das Grand-Slam-Turnier in Kasan. Bei den Olympischen Spielen in Tokio bezwang sie im Viertelfinale die Argentinierin Paula Pareto und im Halbfinale Darja Bilodid. Im Finale verlor sie gegen Distria Krasniqi.